# Vid Flumina

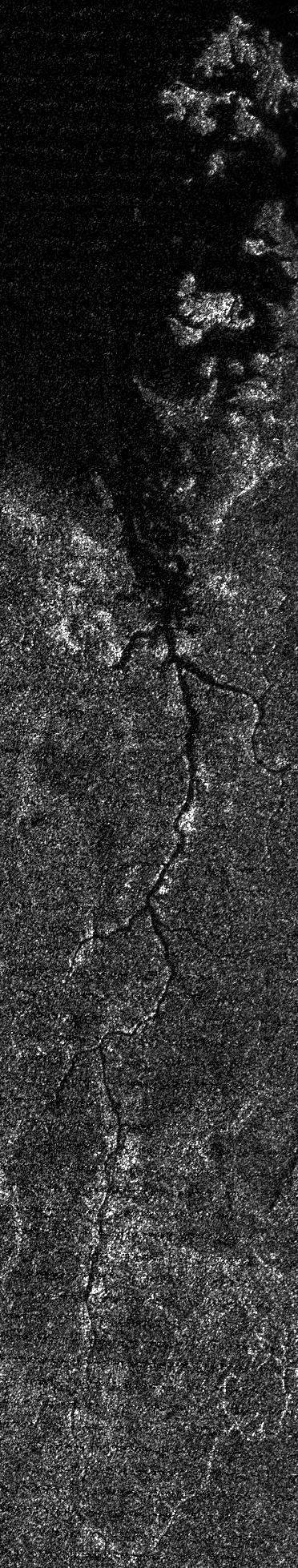
Die Vid Flumina im Nordpolargebiet des Saturntrabanten durchschneiden Gletscherlandschaften und ließen Schluchten entstehen.

Die Vid Flumina bilden ein Flusssystem aus Methan auf dem Saturnmond Titan. Sie sind ungefähr 400 Kilometer lang und fließen ins Ligeia Mare. Das System wurde durch die Raumsonde Cassini entdeckt und erhielt seinen Namen nach einem Fluss aus der nordischen Mythologie.